# Haukur Morthens
Gústav Haukur Morthens   (n. 17 mai 1924, Reykjavík, Islanda – d. 13 octombrie 1992) a fost un cântăreț islandez.